# Edremit
Edremit este un oraș din Turcia, situat pe locul localității antice Adramyttion (în greacă Άδραμύττιον).

## Episod biblic neotestamentar
Potrivit Noului Testament (Faptele Apostolilor, 27,2) Sf.Pavel ar fi fost în Adramit (azi Edremit) îmbarcat pe o corabie cu destinația Roma, unde urma să fie judecat. Portul actual Akçay se găsește la 6 km sud-vest de Edremit.